# Iglesia del Salvador (Duisburgo)
La Iglesia del Salvador es un templo cristiano de estilo gótico en la ciudad alemana de Duisburgo.
Fue construida en el siglo XIV, en el lugar ocupado por un antiguo templo de periodo románico. Constituye el edificio religioso más importante desde el punto de vista histórico y arquitectónico de la ciudad de Duisburgo y es junto con la catedral Willibrordi en Wesel uno de los edificios religiosos más significativos del gótico tardío de la región del Bajo Rin.

## Historia
La primera piedra de la actual iglesia fue puesta probablemente en el año 1316, por encargo de la Orden Teutónica, según se desprende de algunas documentos de cuentas de la ciudad y las notas de cronistas posteriores. Esta Orden tenía los derechos de patronato sobre la iglesia desde 1254. Su construcción se culminó hacia 1415. La torre fue renovada en varias ocasiones. En 1692, se colocó una cúpula barroca.
A mediados del siglo XIX sufrió una profunda revisión para dejarle la apariencia original del estilo gótico tardío. A finales de la Segunda Guerra Mundial los bombardeos aliados provocaron graves daños en el templo, destruyendo parte de la torre y la casi totalidad de la bóveda. La restauración se culminó en 1960, optándose por dejar la aguja de la torre sin concluir.
En el templo se encuentran las tumbas del geógrafo y cartógrafo Gerardus Mercator y del rector de la antigua Universidad de Duisburgo, Johannes Clauberg.